# Penyengat

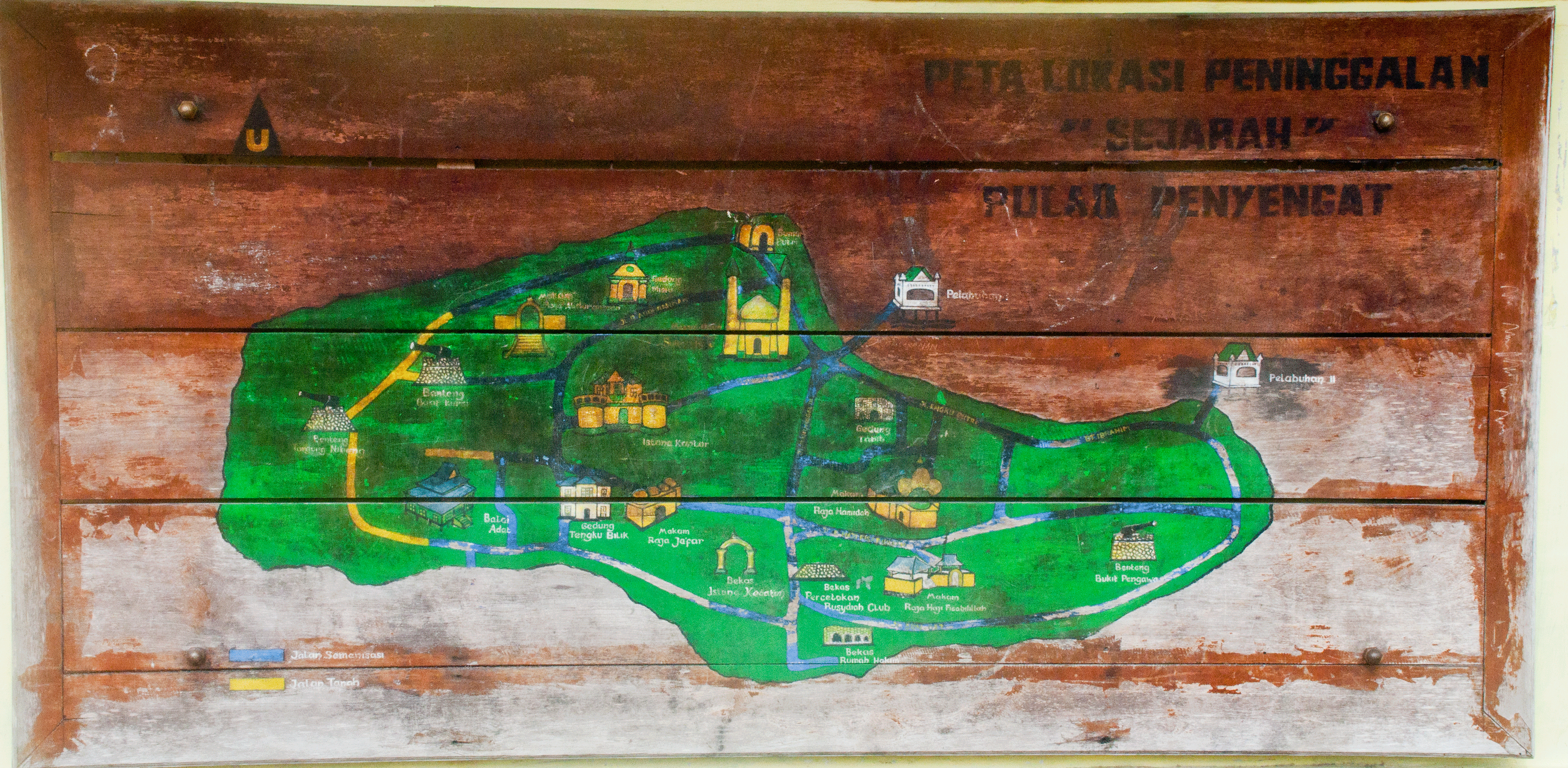
Plan de l'île de Penyengat

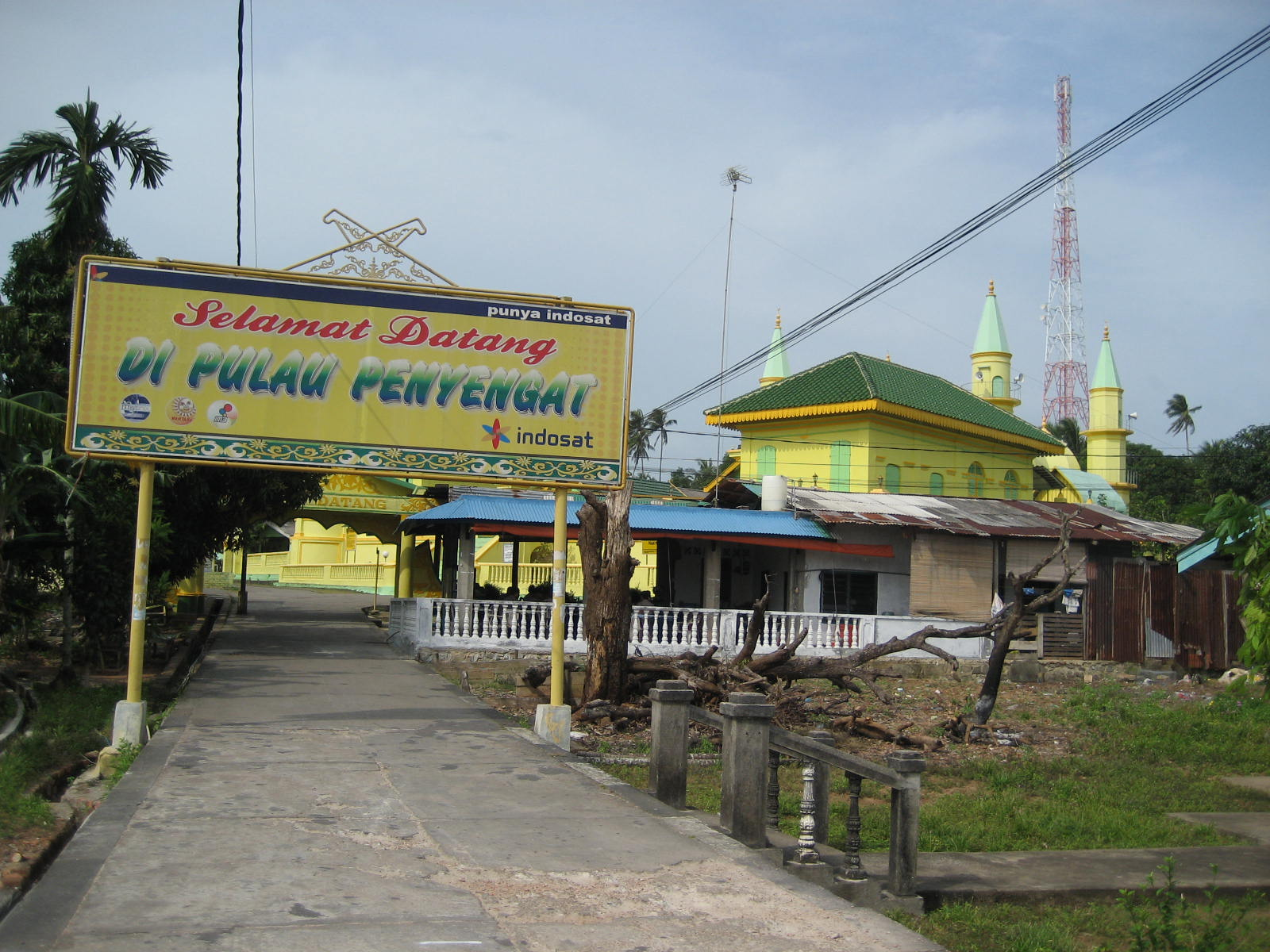
Débarcadère de Penyengat

Penyengat est une petite île d'Indonésie située à 1,5 km à l'ouest de la ville de Tanjung Pinang sur l'île de Bintan et à quelque 10 km au nord-est de l'île de Batam. Administrativement, elle appartient à la province des îles Riau.
Située en mer de Chine méridionale, l'île a une longueur de 3,5 kilomètres. Sa population était de 2 224 personnes au recensement de 2005, dont un tiers de descendants de l'ancienne famille royale de Riau.

## Histoire
Pendant la guerre menée par Riau contre les Hollandais de 1782 à 1784, Penyengat était le principal centre de résistance. Raja Haji y fit construire des défenses dans le style portugais. Il est finalement tué par les Hollandais à Malacca en 1784, et enterré à Penyengat. Il reste encore des vestiges des fortifications, en mauvais état. 
En 1804, le sultan Mahmud de Johor offre l'île à sa femme bugis Raja Hamidah. Le fils de Hamida gouverne les îles de Riau depuis Penyengat, pendant que son demi-frère dirige Lingga au sud. 
En 1819, Thomas Stamford Raffles obtient du prince de Penyengat l'île de Singapour en échange d'une importante somme d'argent et de la protection de la couronne britannique. L'île connaît alors son âge d'or.
Raja Ali était un strict observant de l'islam. Il interdit le jeu, les combats de coqs, le port d'or et de soie par les hommes et les relations entre hommes et femmes non mariés. Sa Mosquée Royale jaune et verte est terminée en 1844 et devient un important centre d'études musulmanes malaises durant le XIXe siècle. Penyengat devient alors la capitale culturelle du monde malais. 9 000 personnes habitent alors l'île, dont des savants religieux venus d'aussi loin que La Mecque.
Le sultan Abdul Rahman Muazam Syah de Riau-Lingga transfère le siège de son gouvernement à Penyengat. L'importance de l'île prend fin en 1900 lorsque le sultan refuse de signer avec les Hollandais un traité qui aurait mis fin aux droits et à l'autorité du souverain et des dignitaires traditionnels de Riau. Les Hollandais lui annoncent alors la confiscation de ses palais, bâtiments, terres et autres biens. Le sultan se réfugie à Singapour pour échapper aux forces hollandaises et ordonne à la population de Penyengat de détruire ces propriétés, ce qui explique le peu qui reste de la gloire passée de Penyengat.
Abdul Rahman régna sur Riau, Johor et Pahang (Malaisie) de 1883 à 1911. 
Raja Malik Afrizal, un des héritiers et descendants du Yang Dipertuanmuda (vice-roi) de Riau, vit toujours à Penyengat. Il s'attache à rassembler les vestiges culturels et les documents historiques du royaume de Riau pour le compte de la fondation Indera Sakti, créée par son défunt père Raja Hamzah Yunus.

## Culture et tourisme

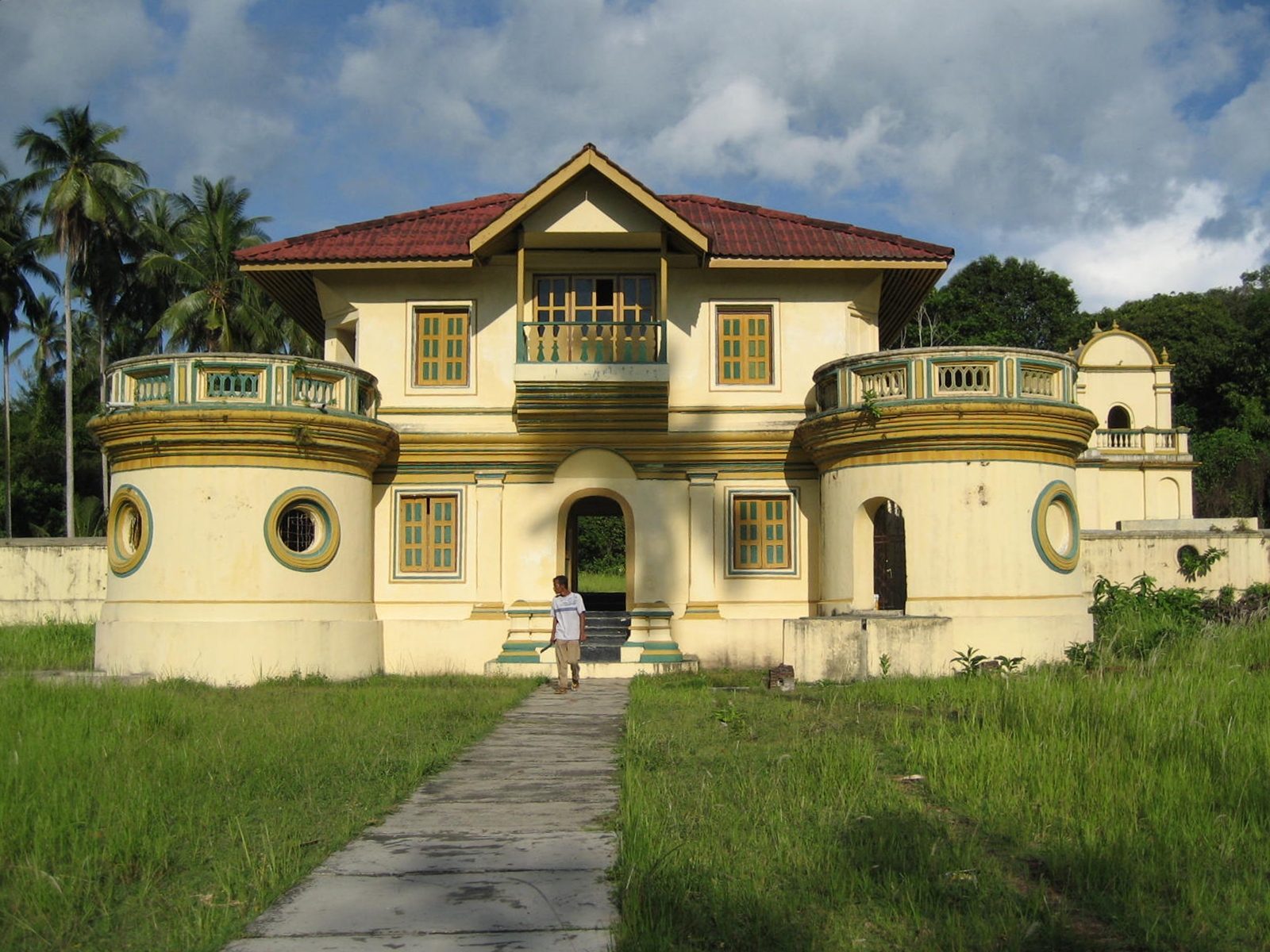
Palais de Raja Ali

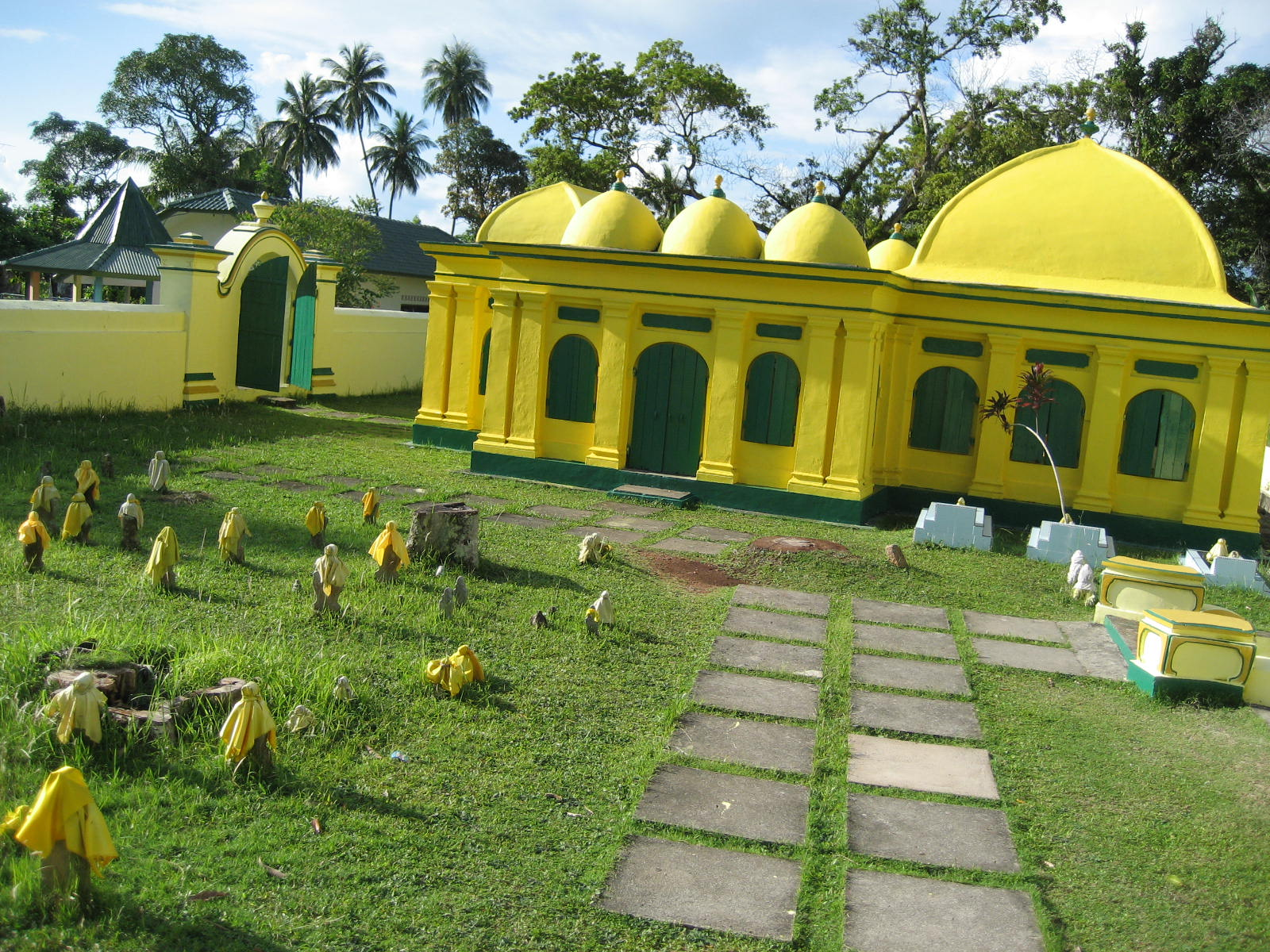
Cimetière des souverains de Riau à Penyengat, province des Îles Riau, Indonésie

La petite taille de Penyengat ne rend pas compte de l'importance que l'île a joué dans l'histoire et la culture malaises.
C'est à Penyengat qu'est né l'homme qui a rédigé la première grammaire et le premier dictionnaires modernes de la langue malaise, Raja Ali Haji. Il était convaincu que le malais de Riau deviendrait une langue de correspondance, de livres et de littérature. L'histoire lui a donné raison, puisque le malais est devenu la langue nationale et officielle du sultanat de Brunei et de la fédération de Malaisie, une des langues officielles de la république de Singapour et sous le nom d'indonésien, la langue nationale de la république d'Indonésie. 
Le palais restauré de Raja Ali est situé dans le centre de Penyengat.
On peut encore avoir une idée de la splendeur passée de Penyengat comme centre du pouvoir du sultanat de Riau dans sa grande mosquée avec ses 17 minarets, construite en 1832 sous le règne du Dipertuan Muda Raja Abdul Rahman. Elle possède une bibliothèque qui contient des milliers de livres de savoir islamique, la plupart imprimés sous le sultanat. 
Il y a quatre cimetières qui abritent les restes des souverains de Riau et de leurs familles. 
Le vieux fort de Bukit Kursi ("la colline de la chaise") construit par Raja Haji se trouve dans la partie ouest de l'île.
Un centre culturel produit de la musique et des danses malaises.